# Arturo Gordon

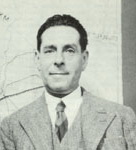
Arturo Gordon

Arturo Gordon Vargas (* 7. August 1883 in Casablanca; † 27. Oktober 1944 in Valparaíso) war ein chilenischer Maler.
Gordon besuchte in Santiago das Liceo San Agustín und das Liceo Miguel Luis Amunátegui und nahm in dieser Zeit Unterricht bei dem Maler Nicanor González Méndez. Er begann ein Architekturstudium an der Universidad de Chile, bevor er 1903 an die Academia de Bellas Artes wechselte. Hier war er Schüler von Cosme San Martín, Pedro Lira, Fernando Álvarez de Sotomayor und Juan Francisco González, außerdem nahm er Unterricht in Wandmalerei bei José Backhaus.
1910 wurden die ersten Werke des Malers, der zur Künstlergruppe der Generación del Trece gezählt wird, ausgestellt. Mit dem Maler Laureano Guevara schmückte er 1926 die Nationalbibliothek in Santiago mit allegorischen Freskenmalereien aus. Sie erhielten daraufhin den Auftrag für die Wandmalereien des chilenischen Pavillon bei der Exposición Ibero-Americana in Sevilla 1929. Beide wurden mit einem
Ersten Preis ausgezeichnet. Von 1936 bis 1944 war Gordon Professor für Malerei an der Academia de Bellas Artes in Viña del Mar.
1983 und 1989 wurde Gordon in Santiago mit Retrospektiven geehrt. Mehrere seiner Werke befinden sich im Besitz des Museo Nacional de Bellas Artes.

## Werke
- Paisaje Lo Contador
- Oración de Navidad
- El Velorio del Angelito
- La Zamacueca
- El Sarao
- El Carabinero
- Las Bellas Artes
- Pescadores
- La Riña
- Industria Araucana
- La Vendimia
- Los Frutos de la Tierra
- La Huelga
- El Confesionario
- Los Borrachos
- El Velorio del Angelito
- Alegoría de la Música, Wandgemälde
- Alegoría de la Literatura, Wandgemälde